# Herzogtum Krakau

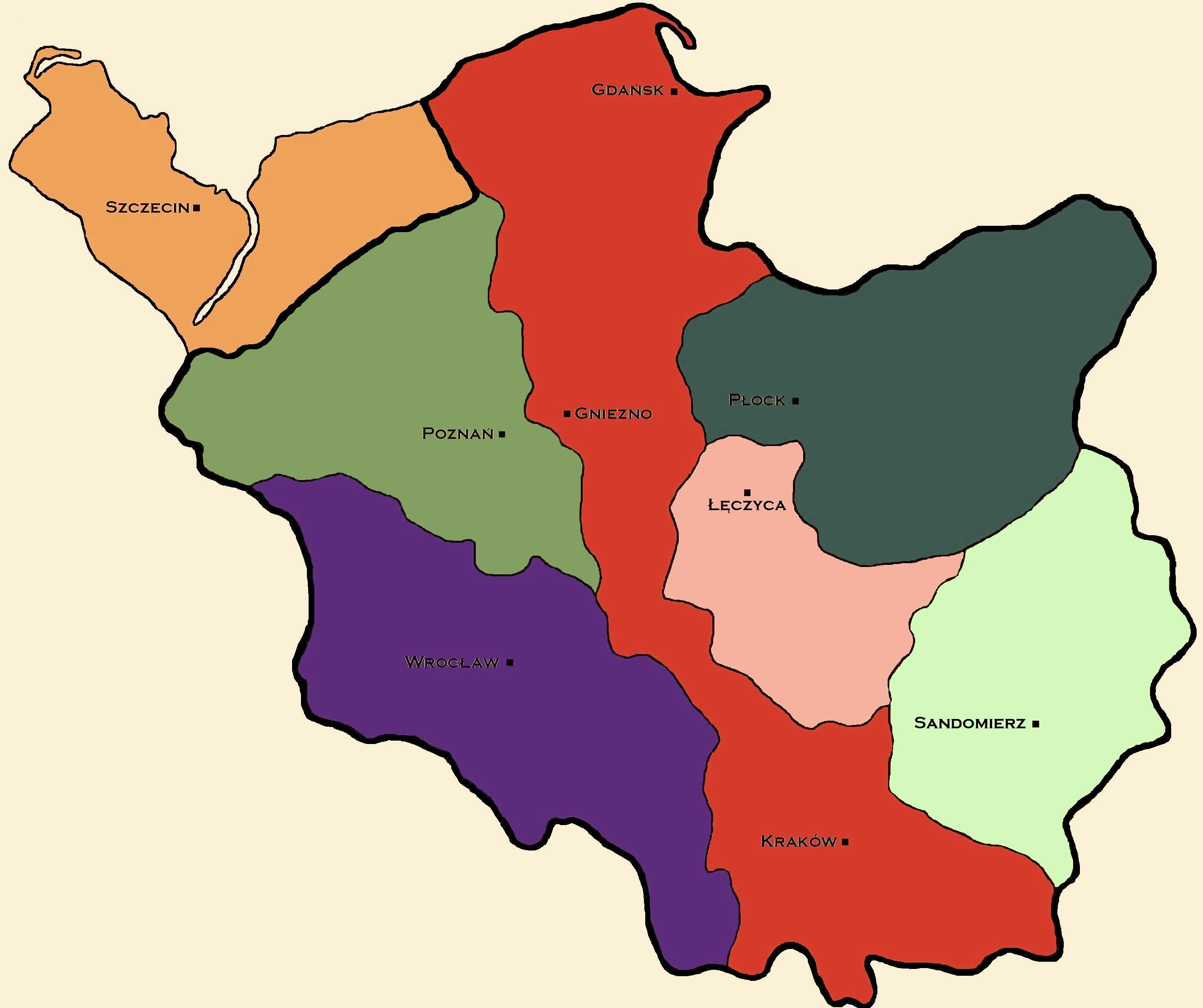
Herzogtum Krakau im Süden der Senioratsprovinz (rot) um 1138

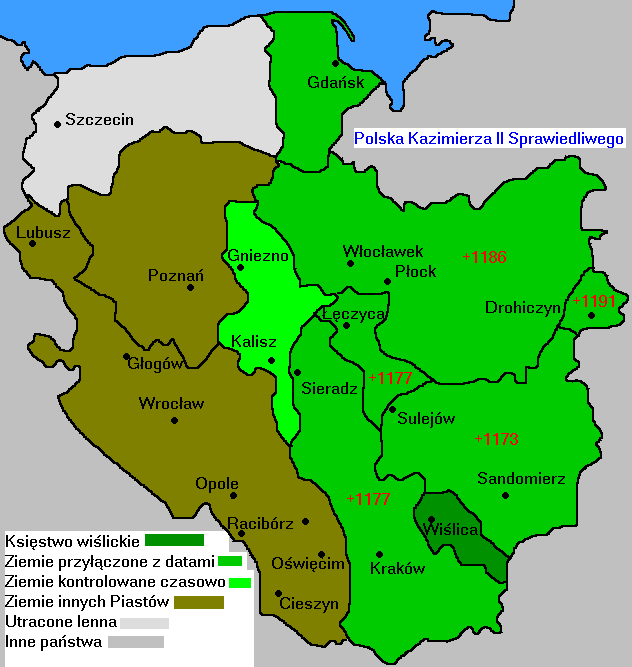
Das Herzogtum Krakau im Süden der Senioratsprovinz ab 1177 im Machtbereich von Senior-Herzog Kasimir II. (1177–1194) sowie sein Stammland: das Herzogtum Wiślica mit weiteren Gebietserweiterungen zum Beispiel Masowien-Kujawien (1186).

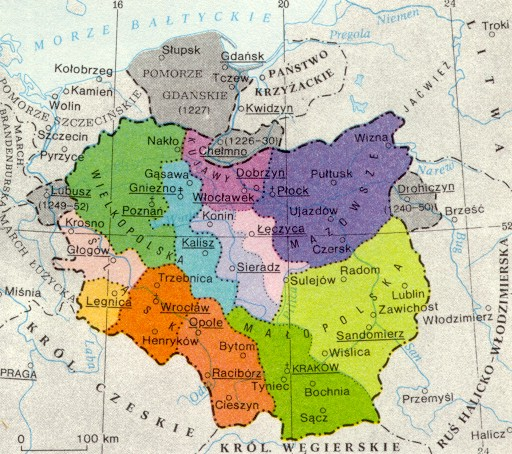
In den folgenden Jahrzehnten nach 1138 schrumpfte die Senioratsprovinz auf das Land Krakau zusammen (um 1250).

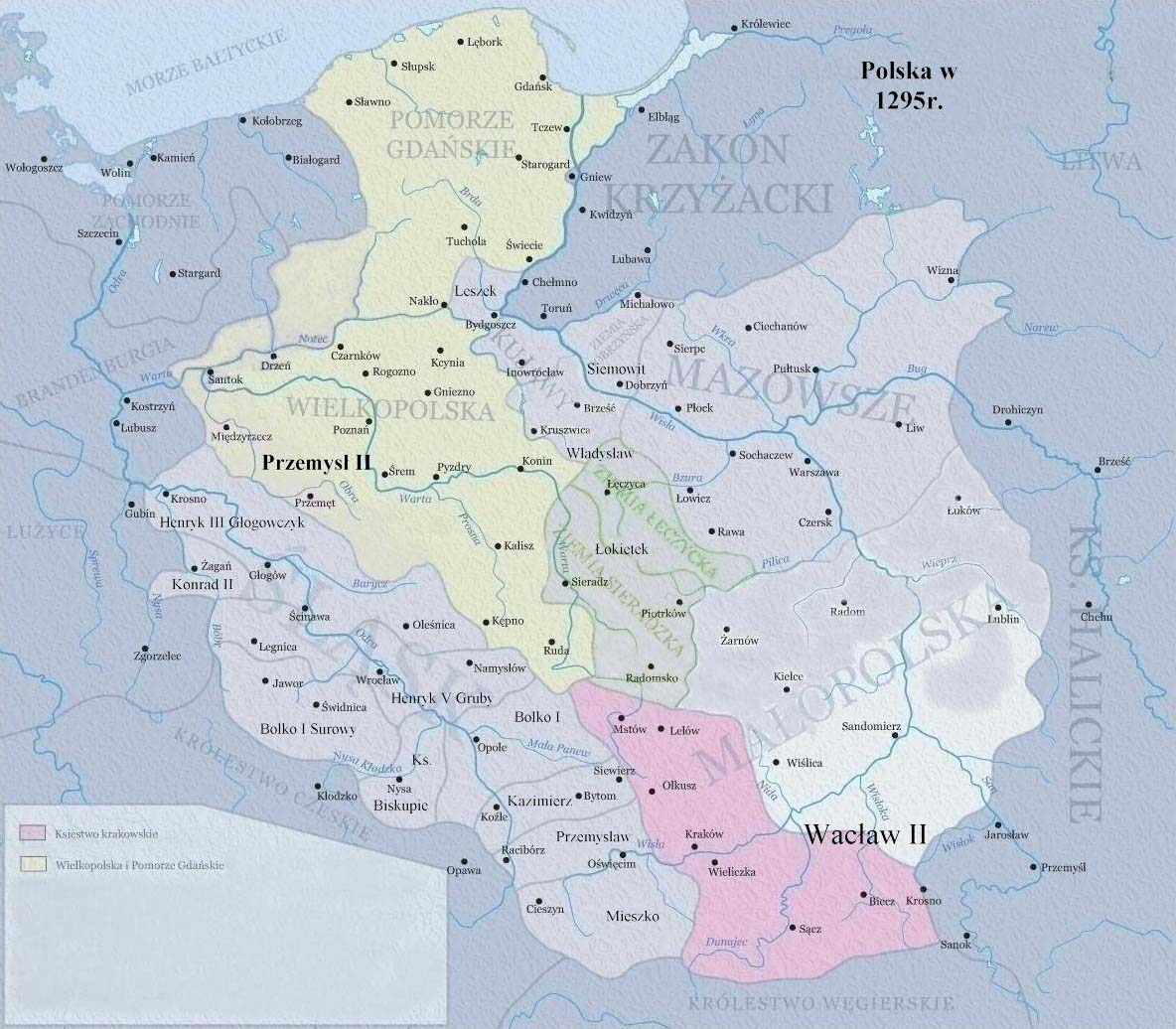
Herzogtum Krakau 1295 (pink)

Das Herzogtum Krakau (polnisch Księstwo krakowskie, lateinisch ducatus Cracoviensis) war ein Herrschaftsgebiet in Polen von 1138 bis 1314 mit der Hauptfeste Krakau.

## Geschichte
1138 teilte Bolesław III. Schiefmund das Königreich Polen unter seinen Söhnen auf.
Das neu gebildete Herzogtum Krakau ging zusammen mit anderen Herzogtümern als Senioratsprovinz an den ältesten Sohn Władysław II. und sollte Sitz des Seniorherzogs (Princeps) von Polen sein. 1314 wurde das Herzogtum aufgelöst und in die Woiwodschaft Krakau umgewandelt.

## Gebiet
Das Herrschaftsgebiet umfasste das Land Krakau.

## Herzöge
- Wladysław II. 1138–1146
- Bolesław IV. 1146–1173
- Mieszko III. 1173–1177
- Kasimir II. 1177–1190
- Mieszko III. 1190
- Kasimir II. 1190–1194
- Leszek I. 1194–1199
- Mieszko III. 1199–1202
- Leszek I. 1201
- Konrad 1202
- Władysław III. 1202–1206
  - Leszek I. 1202 (Gegenherzog)
- Leszek I. 1206–1227
  - Mieszko IV. 1210–1211 (Gegenherzog)
- Wladysław III. 1227–1229
  - Konrad 1227–1228 (Gegenherzog)
- Heinrich I. 1228–1238
  - Konrad 1229–1232
- Heinrich II. 1238–1241
- Bolesław II. 1241
- Konrad 1241
- Bolesław V.  1243–1279
- Leszek II. 1279–1288
- Heinrich IV. 1288–1290
- Przemysł II. 1290–1291
- Wenzel II. von Böhmen 1291–1305
- Wenzel III. von Böhmen 1305
- Władysław I. Ellenlang  1305–1314